# Холокост в Буда-Кошелёвском районе
Холокост в Бу́да-Кошелёвском районе — систематическое преследование и уничтожение евреев на территории Буда-Кошелёвского района Гомельской области оккупационными властями нацистской Германии и коллаборационистами в 1941—1944 годах во время Второй мировой войны, в рамках политики «Окончательного решения еврейского вопроса» — составная часть Холокоста в Белоруссии и Катастрофы европейского еврейства.

## Геноцид евреев в районе
Буда-Кошелёвский район был полностью оккупирован немецкими войсками в августе 1941 года, и оккупация продлилась два года и три месяца — до декабря 1943 года. Нацисты включили Буда-Кошелёвский район в состав территории, административно отнесённой к зоне армейского тыла группы армий «Центр». Комендатуры — полевые (фельдкомендатуры) и местные (ортскомендатуры) — обладали всей полнотой власти в районе.
Для осуществления политики геноцида и проведения карательных операций сразу вслед за войсками в район прибыли карательные подразделения войск СС, айнзатцгруппы, зондеркоманды, тайная полевая полиция (ГФП), полиция безопасности и СД, жандармерия и гестапо.
Во всех крупных деревнях района были созданы районные (волостные) управы и полицейские гарнизоны из коллаборационистов.
Одновременно с оккупацией нацисты и их приспешники начали поголовное уничтожение евреев. «Акции» (таким эвфемизмом гитлеровцы называли организованные ими массовые убийства) повторялись множество раз во многих местах. В тех населенных пунктах, где евреев убили не сразу, их содержали в условиях гетто вплоть до полного уничтожения, используя на тяжелых и грязных принудительных работах, от чего многие узники умерли от непосильных нагрузок в условиях постоянного голода и отсутствия медицинской помощи.
За время оккупации практически все евреи Буда-Кошелёвского района были убиты, а немногие спасшиеся в большинстве воевали впоследствии в партизанских отрядах.
Евреев в районе убивали в Буда-Кошелёве, Уваровичах, деревнях Октябрь, Губичи, Селец, Красный Лужок, Николаевка, Руденец и других местах.

## Гетто
Оккупационные власти под страхом смерти запретили евреям снимать желтые латы или шестиконечные звезды (опознавательные знаки на верхней одежде), выходить из гетто без специального разрешения, менять место проживания и квартиру внутри гетто, ходить по тротуарам, пользоваться общественным транспортом, находиться на территории парков и общественных мест, посещать школы.

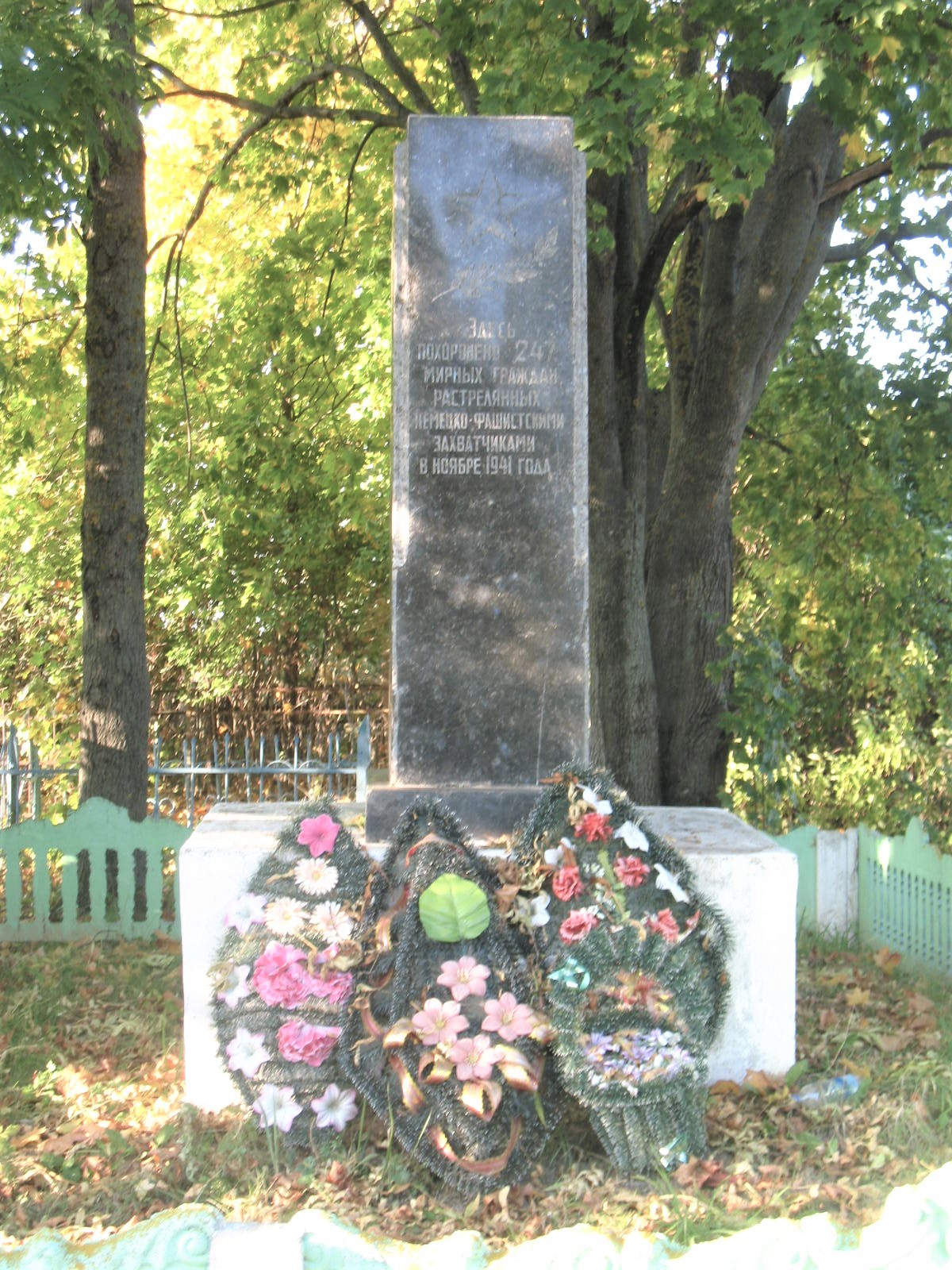
Памятник на братской могиле
евреев Уваровичей

Реализуя нацистскую программу уничтожения евреев, немцы создавали гетто почти во всех городах и населённых пунктах Беларуси, где проживало еврейское население. Так и в Буда-Кошелёвском районе оккупанты организовали 2 гетто — в Буда-Кошёлево и в Уваровичах.
- В гетто посёлка Буда-Кошелёво (26 октября 1941 — 27 декабря 1941) были замучены и убиты около 500 евреев.
- В гетто посёлка Уваровичи (осень 1941 — январь 1942) были замучены и убиты около 700 евреев.

## Организаторы и исполнители убийств
По данным комиссии ЧГК, главными виновниками массовых убийств в районе и в Буда-Кошелеве были: комендант Буда-Кошелевской комендатуры зондерфюрер Альбрехтен; командир немецкого карательного отряда польский офицер Буглай (Буглаим) и его помощники Гофман и Нейдыка; начальник полиции района Марченко, которого в ноябре 1941 года сменил Михальченко Гаврила Несманович; начальник 3-го отдела коллаборационист Алексин; бургомистр Буда-Кошелево Прусов; полицейские Жеренков Гаврила Лукъянович, Кабаев, Космило, Кузиков Дмитрий, Марченко, Олейников Филипп, Трибуца Евгений Иванович и другие, старший полицейский и следователь Войтицкий.
По данным той же комиссии, главными виновниками массовых убийств в Уваровичах и Уваровичском районе (ныне в составе Буда-Кошелевского) были: комендант Уваровичской сельскохозяйственной комендатуры; немецкие офицеры Гофман и Дэшер; зондерфюреры Штанмайер и Ронфляйш; коллаборационисты начальник Уваровичской районной полиции Дзвинский Антон, начальник 2-го отдела районной полиции Титоренко Михаил, начальник 1-го отдела районной полиции Новиков Григорий, начальник района Ревковский Лев, полицейские Кирпичев, Журов, Баранчуков, Аниськов, Сильченко, бургомистр Тереничской волости Войнов, староста деревни Ивановка Трусов и другие. 18 ноября 1941 года массовое убийство евреев в Уваровичах осуществили 4 неустановленных немецких офицера, пристав Уваровичского района Антипов Леонид, следователи Уваровичского района Кокенов и Титоренко, бургомистр Уваровичского района Радченко Андрей, староста Уваровичей Макаренко, заведующий благоустройством Уваровичского района Язвинский, полицейские Кирпичев, Журов, Сильченко, Буянов, Баранчук, Анисько Кирилл, Минов, Лабушев, Жилицкий.

## Память
Опубликованы неполные списки жертв геноцида евреев в Буда-Кошелёвском районе.
Памятники убитым евреям района установлены в Буда-Кошелёво и в Уваровичах.